# MUD EBIS/COSMIC SURFIN'
『MUD EBIS／COSMIC SURFIN』（マッド・エビス／コズミック・サーフィン）は、日本の音楽ユニットである電気グルーヴの1枚目のシングル。
1991年10月10日にSony Recordsのトレフォートレーベルよりリリースされた。「MUD EBIS」と「COSMIC SURFIN'」の両A面シングルとしてリリースされており、「COSMIC SURFIN'」はイエロー・マジック・オーケストラ (YMO) の1枚目のアルバム『イエロー・マジック・オーケストラ』（1978年）収録曲のカバーとなっている。
アルバム『UFO』（1991年）からの先行シングルカットで、電気グルーヴとしては初の単独シングルとなる。表題曲のアレンジはいずれもアルバム収録バージョンと異なっている。オリコンチャートでは最高位86位となり、電気グルーヴのシングル売上ランキングにおいて19位となった。

## 音楽性と歌詞
表題曲の「MUD EBIS」は、いわゆる成金の子供を風刺した歌詞のコミックソング。テレビ朝日系テレビアニメ『おぼっちゃまくん』（1989年 - 1992年）のオープニングテーマとして使用される予定もあったが、諸般の事情で没となった。
「MUD EBIS」の音楽性に関して後に石野および瀧は、ナゴムレコード所属時代の自身の前身バンドである人生のようであり寒い出来であると述べている。また、本作は1枚目のアルバム『FLASH PAPA』（1991年）をマンチェスターでレコーディングし、その後日本で一からすべてを制作して大きいスタジオで仕上げ工程を行った最初の作品であったが、石野は次のシングルで解散して消えてもおかしくない出来であると自ら酷評、しかしベスト・アルバム『SINGLES and STRIKES』（2004年）に収録することになった際に瀧は「一回りして、逆に面白い」と述べたほか、石野は「次のツアーからガンガン歌ってくよ」と述べている。
カップリング曲の「COSMIC SURFIN'」は、YMOのカバーであり、アレンジはライブ・アルバム『フェイカー・ホリック』（1991年）収録バージョンと同様になっている。収録曲を選定する際、石野および砂原ともにどちらからともなく「COSMIC SURFIN'」の名が挙がったという。

## リリース
1991年10月10日にSony Recordsのトレフォートレーベルより、電気グルーヴ初の単独シングルとして8センチCDでリリースされた。
本作が初の単独シングルとなった経緯として、本来であればメジャーレーベルにおける1枚目のアルバム『FLASH PAPA』（1991年）に「N.O.」が収録される予定であり、1枚目のシングルとして同曲がシングルカットされる予定となっていた。しかしディレクターから「これはいい曲だからタイミングを見て取っておこう」と提案されたため『FLASH PAPA』への収録が見送られ、後に4枚目のアルバム『VITAMIN』（1994年）に収録されることとなった。そのため本作が電気グルーヴとしての1枚目のシングルとしてリリースされることになったが、後に瀧はメジャーデビューから3枚目のアルバム『KARATEKA』（1992年）までは業界の仕組みが理解できておらず、本来であれば拒否できることも押し切られて妥協していることも多かったと述べている。

## アートワーク
本作のジャケットに関して、初のシングルということもありスタッフからはメンバーの顔を前面に出すことを提案されたが、メンバーはジャケット表側に顔を出すことに反対し、妥協案としてジャケット裏側に顔を出すことを了承した。さらに妥協案として針すなおに似顔絵を依頼することが提案され、当時のNHK総合演芸バラエティ番組『お好み演芸会』（1973年 - 1991年）において針がダルマの後頭部に絵を描いてプレゼントしていた企画を見て、ダルマにメンバー3人の似顔絵を描いてもらうことを想定していた。しかしディレクターは同番組を知らなかったため針に連絡を入れておらず、メンバーが問い詰めたところ「お前らがダルマのメイクして出たらいいんじゃないか」と提案、なぜかダルマのアイデアのみが残った結果ジャケットは全く無名の人物が描いたダルマのイラストとなり、当初の趣旨と全く異なるものとなった。
本作の歌詞記載部分にはアルバム『UFO』の告知が掲載されており、そこには「佐渡ヶ島」「刑事マラ」「まりん博士のラーメン塔」「チャック・ウィルソン」「男姫のブルース'87」などの曲名が記載されているが、すべて未収録であるとも記載されている。

## ミュージック・ビデオ
「MUD EBIS」はミュージック・ビデオが制作されているが、メンバーが合唱団とともに歌うシーンのほかに、合唱団の前にいるSMの女王様にメンバーが鞭で叩かれるシーンなどが盛り込まれており、石野および瀧は寒い出来であると述べている。また砂原は口紅を塗って出演しているが、収録後に強く後悔していたとも述べている。

## 収録曲
| #         | タイトル                                           | 作詞      | 作曲      | 時間 |
| --------- | -------------------------------------------------- | --------- | --------- | ---- |
| 1.        | 「MUD EBIS」(800YEN MIX)                           | 石野卓球  | 石野卓球  | 3:03 |
| 2.        | 「COSMIC SURFIN'」(Live at Automatic theatre L.A.) |           | 細野晴臣  | 5:17 |
| 合計時間: | 合計時間:                                          | 合計時間: | 合計時間: | 8:20 |